# オールナイトニッポン電話リクエスト
オールナイトニッポン電話リクエストとは、1968年3月31日 - 1984年4月1日（第1期）、及び1997年10月12日 - 1999年3月28日（第2期）までニッポン放送で放送されていたリクエスト番組。

## 概要
オールナイトニッポンの日曜版でニッポン放送ローカルで放送された。内容は主に音楽中心の内容で、日本国内外のポップスの新譜やリクエスト曲を放送。はた金次郎パーソナリティ時代では、番組の後半・午前1時10分頃から国内外ランキングの発表があった（その発表のバックに流れていたのはYMOの「ライディーン」（アルバム『PUBLIC PRESSURE/公的抑圧』収録のもの）。
1970年代の当時は、週ごとに電話番号の末尾制限を設けて電話リクエストを受け付けていたことがあった。
木藤隆雄及びはた金次郎パーソナリティ時代、本番組のスポンサーには新星堂が入っており、新星堂の店頭からもリクエスト、投票ができた。エンディング曲は、自身が結成した「HATAKIN&YMG」の「Good Night My Lovely Girl」。
1997年にはオールナイトニッポン30周年記念で復活した。
1972年6月4日〜同年11月5日、及び1973年10月〜1980年3月の間を除き、本番組が日曜日最終の番組であった。

## パーソナリティ
第1期
- 亀渕昭信（1968年3月31日 - 1968年10月）
- 菊池貞武（1968年10月 - 1970年3月）
- 瀬戸将男（1970年3月15日 - 1971年4月）
- 広見忠雄（1971年4月19日 - 1972年10月）
- 糸居五郎（1972年10月 - 1974年12月）
- 木藤隆雄（1975年1月5日 - 1980年3月）
- はた金次郎（1980年4月6日 - 1984年4月1日）

第2期
- 赤坂泰彦（1997年10月12日 - 1999年3月28日）

## 放送時間の変遷
第1期
- 日曜日 24:00 - 26:00 （1968年3月31日 - 1974年3月。ただし以下の期間を除く）
  - 日曜日 24:30 - 26:30 （1972年4月9日 - 同年5月28日。この期間のみ日曜日24:00 - 24:30の枠で『ディスク・ハイライト』が放送されていたため30分繰り下げ）
  - 日曜日 24:00 - 26:15 （1973年10月 - 同年12月の間のみ15分延長）
- 日曜日 24:05 - 25:30 （1974年4月 - 1978年9月。ただし以下の期間を除く）
  - 日曜日 24:35 - 26:00 （1978年4月9日 - 1978年6月25日。この期間のみ日曜日24:05 - 24:35の枠で『沢田研二 ラブ・コレクション』が放送されていたため30分繰り下げ）
- 日曜日 24:05 - 26:15 （1978年10月 - 1979年9月）
- 日曜日 24:05 - 25:45 （1979年10月 - 1980年3月30日）
- 日曜日 24:05 - 25:30 （1980年4月6日 - 1984年4月1日）

第2期
- 日曜日 23:00 - 25:30

## コーナー
- コーセー・リクエストバンバン （コーセー化粧品提供のコーナー。木藤隆雄～はた金次郎時代。1981年3月まで）

木藤隆雄時代
- 少数リクエスト
  - 1975年1月スタート。「たとえどんな少人数のリクエストにも応えます」として、リクエストの数が少ない中からも選曲してオンエア[3]。
- 今週のシンデレラボーイ
  - 1975年1月スタート。リクエスト曲の中から、その曲を歌う歌手がゲスト出演して、その曲のリクエストを寄せた中から選ばれたリスナーとゲストとが電話でトーク[3]。

はた金時代　
- D万クイズ
  - 先週の放送されたリクエスト曲全てを正確な順序でハガキで書いて送ると抽選で1名を2万円がプレゼントされる。
  - ハガキの抽選はスタジオで一番長く飛ばしたハガキから選ばれた[注釈 3]。
- ゲストコーナー
  - リスナーから募集した質問を「イエス」・「ノー」で答える。
  - 日本国内のアーティストだけでなく、海外の歌手も登場した[4]。